# Altengottern

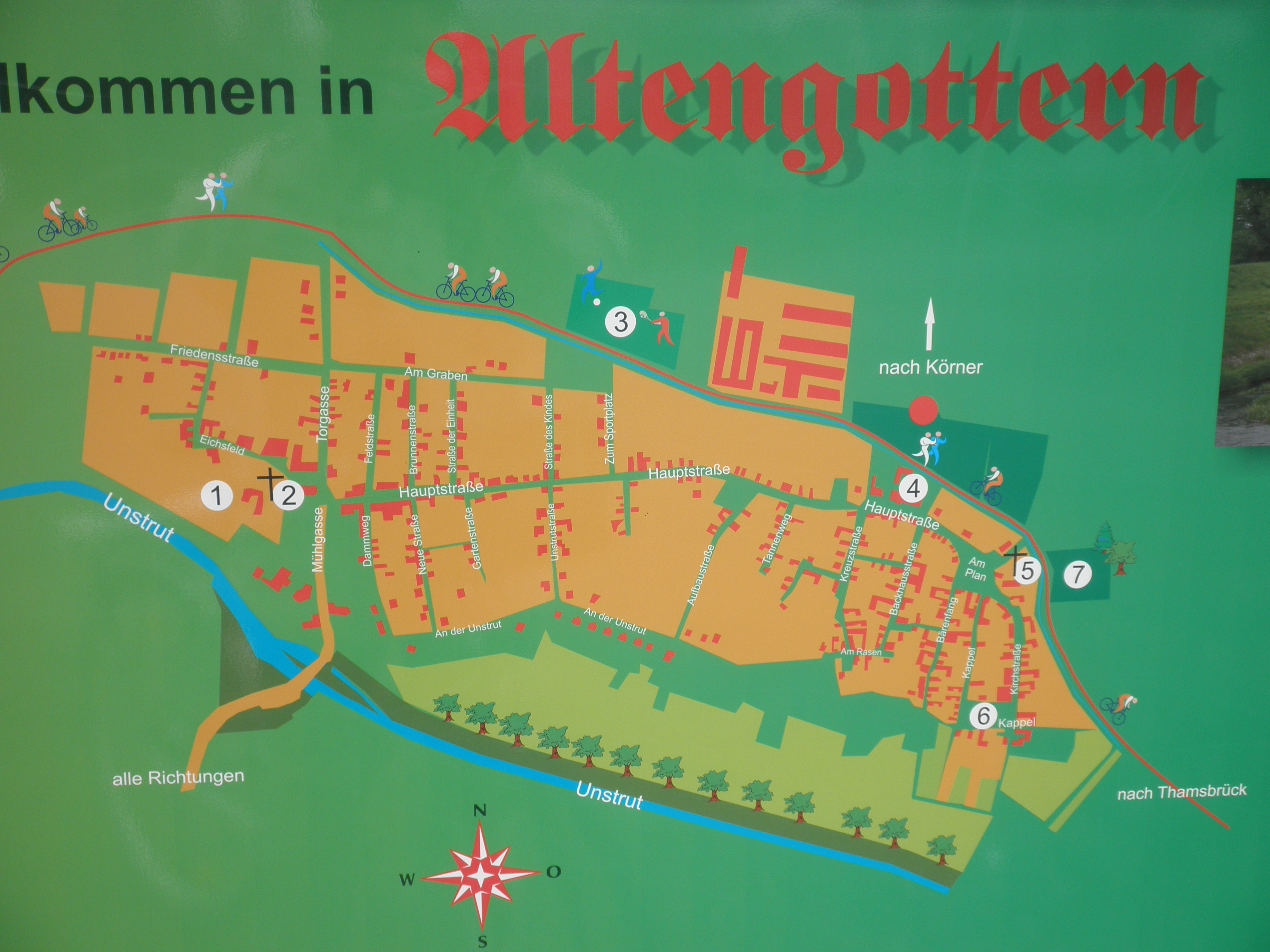
Ortsplan von Altengottern

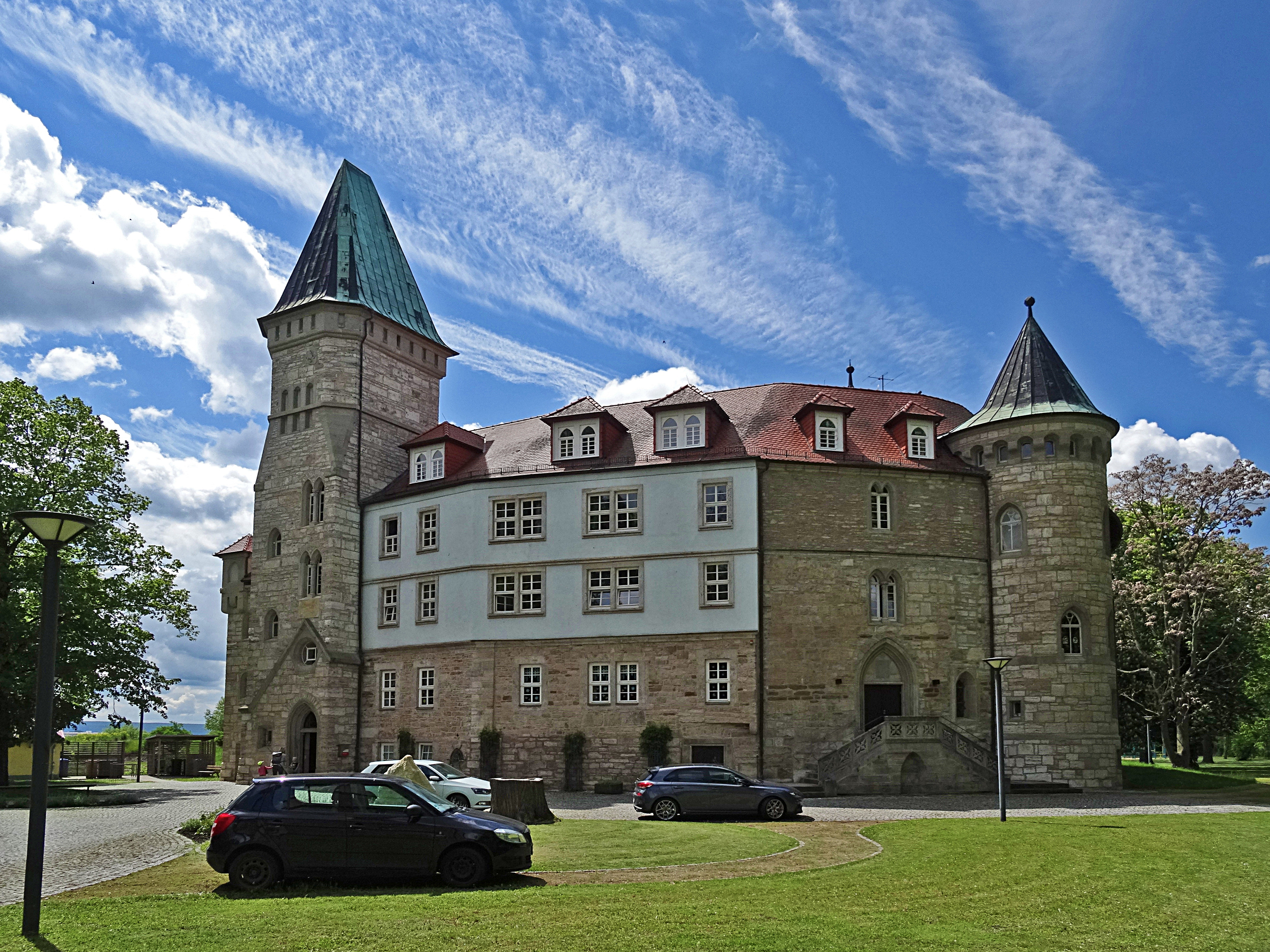
Schloss Altengottern (2021)

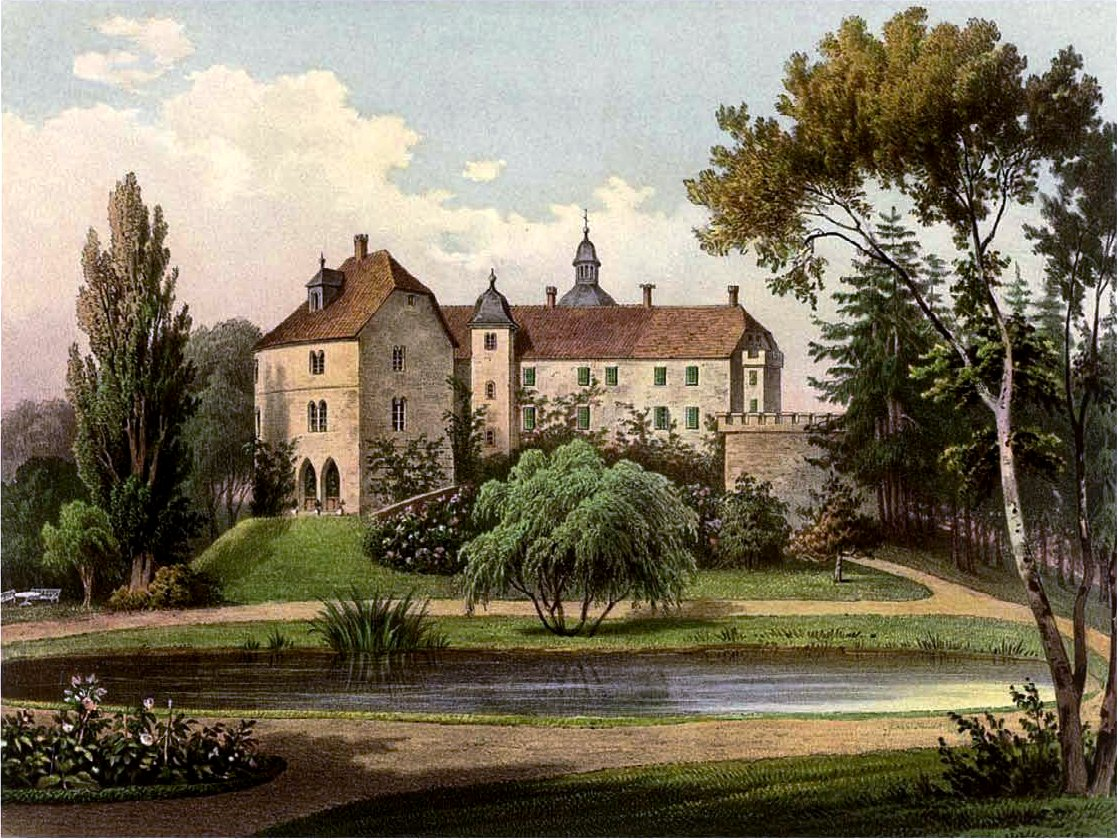
Schloss Altengottern um 1860, Sammlung Alexander Duncker

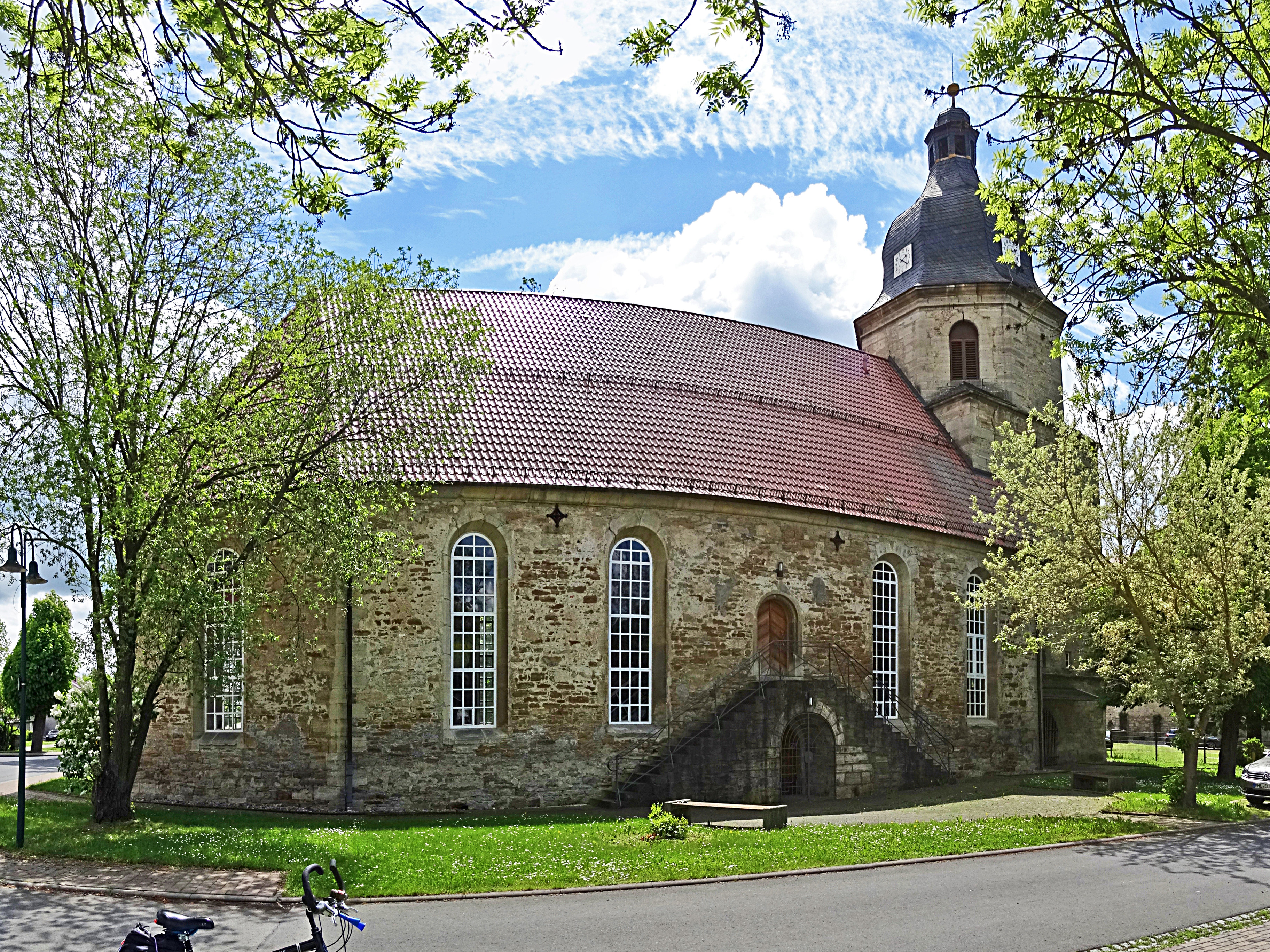
Trinitatiskirche

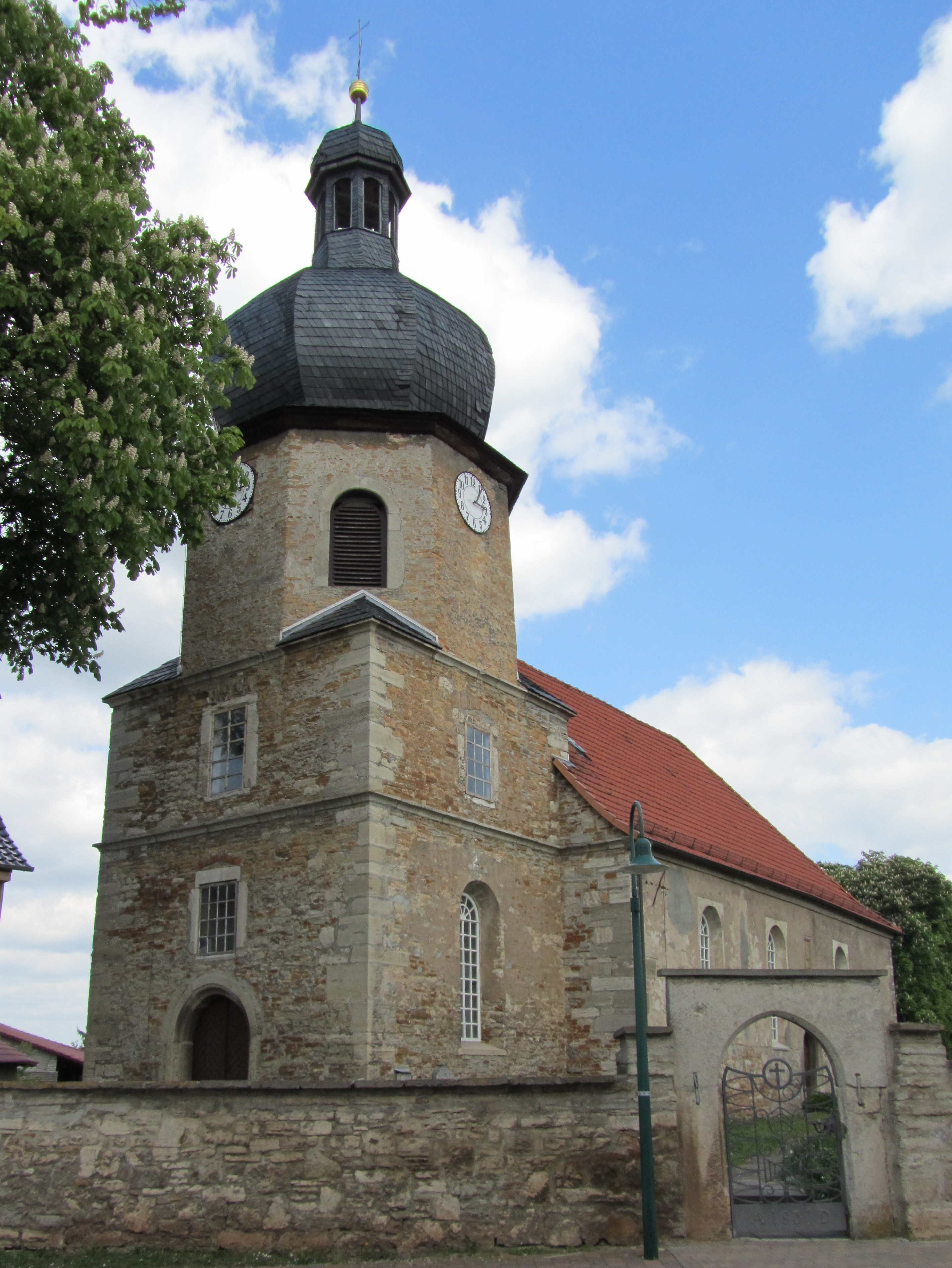
Wigbertikirche

Altengottern ist ein Ortsteil der Landgemeinde Unstrut-Hainich im Unstrut-Hainich-Kreis in Thüringen.

## Geographie
Das Dorf Altengottern liegt entlang der Unstrut zwischen Mühlhausen und Bad Langensalza. Die Gemarkung von Altengottern erstreckt sich nördlich der Unstrut bis an die alte Heerstraße zwischen Bollstedt und Bothenheilingen. Dabei ragt der Höhenrücken Roter Berg markant aus der Landschaft.

## Geschichte
Altengottern war bereits eine Siedlung der Hermunduren, die in ursprünglich versumpfter Niederung der Unstrut entstanden ist. Der Ort entwickelte sich aus zwei Siedlungskernen – heute als Ober- und Unterdorf bezeichnet. Bislang wurde 997 als das Jahr der ersten urkundlichen Erwähnung des Ortes als Aldengudeno angenommen. Neuere Untersuchungen zur Ersterwähnung des Ortes weisen die Datierung 802–817 nach.
Es wird angenommen, dass sich in Altengottern auch ein Königshof von Kaiser Heinrich II. befand, denn seine Anwesenheit im Ort wurde 1017 beurkundet. Auch eine Wasserburg stand wohl zu dieser Zeit schon an der Unstrut, unmittelbar an der Stelle des späteren Rittergutes im westlichen Ortsteil, um die Straße über den Fluss zu sichern. Ab 1155 wird Ekkehardt von Gottern in Urkunden erwähnt, der wohl als Lehnsmann seinen Sitz in der Wasserburg hatte. 1180 bis 1316 werden die Herren von Gottern als Besitzer der Burg genannt. Ab 1440 waren es die Herren von Hagen. 1632 heiratete Rudolph Levin Marschall von Herrengosserstedt die Erbin Anna Gertrud von Hagen. 1641 wurden Dorf und Burg Altengottern Opfer des Dreißigjährigen Krieges. Die Marschalls wurden wie die anderen überlebenden Ortsbewohner vertrieben. 1650 begannen der Wiederaufbau und die Wiederbesiedlung. Die Bauern wurden mit genügend Eigenbesitz ausgestattet, so dass bald wieder einiger Wohlstand im Dorf herrschte. Der Mittelteil des Schlosses und die von den Söhnen des Rudolf Levin gestifteten Kirchen St. Trinitatis im Oberdorf (anstelle der Vorgängerkirche St. Martin) und St. Wigberti im Unterdorf stammen aus der bis 1700 dauernden Wiederaufbauzeit. Einheimische Baumeister und Künstler wurden dazu herangezogen. Um 1790 teilten sich zwei Brüder Marschall den Gutsbesitz auf. 1824 ließ Carl Friedrich Adolf von Marschall den klassizistischen Fachwerkbau des Gutshauses auf Rittergut II erbauen. 1820 bis 1824 wurde der Nordflügel des alten Schlosses im romanischen Stil erneuert. Der kleine Park wurde neu gestaltet, die Bibliothek ergänzt. 1903 erfolgten Anbauten an das Schloss. Die Kellergewölbe im Schloss stammen sicher noch aus der Zeit der Wasserburg.
Die Nähe zum Fluss Unstrut war für den Ort mit verheerenden Überschwemmungen verbunden. Schon 1670 veranlasste Rudolf Levin von Marschall den Bau eines ersten Schutzdammes. Vom 22. zum 23. Februar 1799 ist ein verheerendes Hochwasser der Unstrut überliefert, welches in Folge von Eisversetzungen auftrat und große Schäden im Ort verursachte. Eine Hochwassermarke an der Dorfkirche zeugt von dem Ereignis. Unter dem Freiherrn Wolf Marschall von Altengottern als preußischem Landrat erfolgte Ende des 19. Jahrhunderts die Regulierung der Unstrut.
Altengottern gehörte bis 1815 zum kursächsischen Amt Langensalza und nach seiner Abtretung an Preußen von 1816 bis 1944 zum Landkreis Langensalza in der Provinz Sachsen. Ab Juli 1945 gehörte Altengottern zur sowjetischen Besatzungszone und ab 1949 zur DDR.
Nach Ablösung der amerikanischen Besatzung durch die Rote Armee wurde die Familie Marschall aus dem Schloss verwiesen, wohnte dann verstreut im Dorf und wurde am 22. Dezember 1945 auch von dort vertrieben – unter Androhung der Einweisung in ein Speziallager des NKWD. Die gesamte Inneneinrichtung des Schlosses wurde entfernt, die wertvolle Bibliothek vernichtet, die meisten Möbel und Bilder zerstört. Das Schloss wird heute als heilpädagogisches Kinder- und Jugendheim genutzt. Das Gutshaus II wurde zur Grundschule und wurde im Jahr 2007 abgebrochen. Nach 1990 kehrte mit dem Land- und Forstwirt Wolf Freiherr Marschall von Altengottern (1962–2013), Mitglied des Kreistages, Präses der Synode der Evangelischen Kirche in Mitteldeutschland und der Kreissynode des Evangelischen Kirchenkreises Mühlhausen, die Familie Marschall nach Altengottern zurück und betrieb dort wieder Landwirtschaft.
Seit 1993 gehörte Altengottern zur Verwaltungsgemeinschaft Unstrut-Hainich, deren Mitgliedsgemeinden sich zum 1. Januar 2019 bis auf Schönstedt zur Landgemeinde Unstrut-Hainich zusammenschlossen.

## Politik
Der letzte Gemeinderat von Altengottern bestand aus dem Bürgermeister und 12 Ratsfrauen und Ratsherren:
- CDU: sieben Sitze
- Freie Wähler – Die Unabhängigen: fünf Sitze

(Stand: Kommunalwahl am 25. Mai 2014)
Der letzte ehrenamtliche Bürgermeister Jan Tröstrum (CDU) wurde am 5. Juni 2016 gewählt.

## Wirtschaft und Infrastruktur
In der Gemarkung Altengottern wurde 1990 mit dem Aufbau einer hochmodernen Ziegelei begonnen, sie setzt eine von 1862 bis 1970 in Großengottern begonnene Ziegelfabrikation fort.

### Verkehr
Altengottern liegt zwei Kilometer nordöstlich der Bundesstraße 247 und des Bahnhofes Großengottern an der Bahnstrecke Gotha–Leinefelde.

## Kultur und Sehenswürdigkeiten
Altengottern verfügt über zwei evangelische Kirchengebäude: St. Trinitatis und St. Wigberti.

## Persönlichkeiten
- Heinrich Christoph Naso (1614–1666), Amtshauptmann zu Freyburg und zu Eckartsberga sowie Besitzer mehrerer Rittergüter
- Johann Christoph Colerus (1691–1736), evangelischer Theologe[7]
- Wolf Rudolf Freiherr Marschall von Altengottern (1855–1930), General der Kavallerie, Teilnehmer am China-Feldzug 1900. Im Ersten Weltkrieg Befehlshaber des Korps Marschall, 1916 Generaladjutant des Kaisers Wilhelm II., Träger des Eichenlaubs am Orden Pour le Merite.
- Roswitha Hollinger (1945–2023), Politikerin (SPD), saarländische Landtagsabgeordnete

## Sonstiges
Als Zeugnisse eines derben Volkshumors bildeten sich bereits vor Jahrhunderten Besonderheiten des jeweiligen Dorfes charakterisierende Neck- und Spitznamen heraus. Demnach lebten hier im  Ort die Altengotterschen Krutschisser – abgeleitet vom Kraut- und Kohlanbau auf den Feldern.